# ソクラテスのため息〜滝沢カレンのわかるまで教えてください〜
『ソクラテスのため息〜滝沢カレンのわかるまで教えてください〜』（ソクラテスのためいき たきざわカレンのわかるまでおしえてください）は、テレビ東京系列で2019年（令和元年）10月16日から2020年（令和2年）9月23日まで放送されていたバラエティ番組。滝沢カレンの初レギュラー冠番組。
番組内容は、経済や話題に関するニュースを解説する。
レギュラー放送に先駆け、2019年1月2日・5月7日に特別番組『滝沢カレンのわかるまで教えてください』として放送された。
2020年（令和2年）9月23日の放送をもって終了した。

## 放送リスト

### パイロット版
『滝沢カレンのわかるまで教えてください』
| 2019年（令和元年） | 2019年（令和元年）    | 2019年（令和元年）                                                                                                 | 2019年（令和元年） | 2019年（令和元年） |
| 弾                 | 放送日                | テーマ | 出演 | 備考               |
| ------------------ | --------------------- | --- | --- | ------------------ |
| 1                  | 1月2日 23:40 - 翌1:00 | - お正月の過ごし方 - 消費税 - 気象庁で学ぶ天気予報 - 空前のブーム 伝統話芸 講談について - 今さら聞けないボクシング | 【学ぶ人】滝沢カレン 【見届ける人】矢作兼（おぎやはぎ）、小峠英二（バイきんぐ）、福田典子（テレビ東京アナウンサー） 【教える人】村尾信尚（元NEWS ZEROキャスター）、具志堅用高、神田松之丞、岩下尚史、天達武史（気象予報士） |                    |
| 2                  | 5月7日 18:55 - 20:54  | - パンダ - 華道 - 神社仏閣 - スーパーマーケット                                                                    | 【学ぶ人】滝沢カレン 【見届ける人】矢作兼（おぎやはぎ）、小峠英二（バイきんぐ）、高橋真麻、竹崎由佳（テレビ東京アナウンサー） 【教える人】黒柳徹子、假屋崎省吾、岩下尚史、今野保、西川隆、和田由貴                          |                    |

### レギュラー放送
『ソクラテスのため息〜滝沢カレンのわかるまで教えてください〜』

※22:00 - 22:54
| 2019年（令和元年） | 2019年（令和元年） | 2019年（令和元年） | 2019年（令和元年）                                 | 2019年（令和元年）                                   | 2019年（令和元年） |
| 回                 | 放送日             | 内容 | ゲスト                                             | 専門家                                               | 備考               |
| ------------------ | ------------------ | --- | -------------------------------------------------- | ---------------------------------------------------- | ------------------ |
| 1                  | 10月16日           | - 年金激減!?サバイバル時代の生き方 - わかれば必ず面白く観られる歌舞伎                                                                | 北斗晶、サンシャイン池崎                           | 市川右團次、荻原博子、山崎元、飯田泰之               |                    |
| 2                  | 10月23日           | 日本の異常気象を徹底的に教えますSP - 緊急！日本のヤバすぎる天気 - 天気の怖い噂はウソ？ホント？ - 東京オリンピックで通勤時間が4倍に？ | 大久保佳代子（オアシズ）、中岡創一（ロッチ）       | わぴちゃん、清水草一、島下尚一、五箇公一、本村健太郎 |                    |
| 3                  | 10月30日           | - 日本人が危ない！睡眠障害の人って死亡率が一気に跳ね上がるって本当!? - わかれば必ず面白く観られる狂言                                | 松本明子、やしろ優、吉村崇（平成ノブシコブシ）     | 善竹富太郎、梶本修身、杉原徳彦、河合薫               |                    |
| 4                  | 11月6日            | - 死なれる側が大損をする!?終活の落とし穴SP - 知って得する"盆栽"                                                                      | 飯尾和樹（ずん）、加藤綾菜                         | 小林國雄、一橋香織、森井じゅん、山岸久朗             |                    |
| 5                  | 11月20日           | 2019年話題になったニュースワード ①特例国債②ユニコーン企業③リチウムイオン電池④サブスクリプション⑤インバウンド⑥8050問題⑦ビッグデータ   | 坂下千里子、藤本敏史（FUJIWARA）、サンシャイン池崎 | モーリー・ロバートソン、湯山玲子、山口真由           |                    |
| 6                  | 11月27日           | あなたも被害者に!?最新特殊詐欺の手口と対策SP - オレオレ詐欺 - キャッシュカード詐欺 - スマホ詐欺                                      | 藤本美貴、吉村崇（平成ノブシコブシ）               | 梅本正行、佐々木成三、多田文明                       |                    |
| 7                  | 12月4日            | - 10年ぶりの大猛威!?最恐インフルエンザに打ち勝つ方法SP - 初詣よりも年末詣に行け！                                                    | 田中卓志（アンガールズ）、若槻千夏                 | 岩下尚史、秋津壽男、久住英二、水野英彰               |                    |

| 2020年（令和2年） | 2020年（令和2年） | 2020年（令和2年） | 2020年（令和2年）                                                                | 2020年（令和2年）                                                                | 2020年（令和2年） |          |
| 回                | 放送日            | 内容 | ゲスト                                                                           | 専門家                                                                           | 備考 |          |
| ----------------- | ----------------- | --- | -------------------------------------------------------------------------------- | -------------------------------------------------------------------------------- | --- | -------- |
| (8)               | 1月8日            | 今日から間違った食生活を見直そう！2020年 食の新常識 | 雛形あきこ、小宮浩信（三四郎）                                                   | 小倉ヒラク、伊藤明子、大久保愛、山岸昌一                                         | 放送開始直後の22:01頃、レバノンに逃亡したカルロス・ゴーン（元日産自動車会長）自身が行った記者会見を伝える報道特別番組に切り替わった。しかし、視聴者からはテレビ東京に抗議の電話、抗議のメールが殺到した。 |          |
| 8                 | 1月22日           | 2020年！お金のカラクリを知らずして儲けなし！ お金の疑問大解決SP | 小倉優子、春日俊彰（オードリー）                                                 | かじがや卓哉、西村創一朗、山岸久朗                                               | のテロップに『の放送内容は、2月12日に改めて放送します。』というお詫びが表示された。 |          |
| 9                 | 2月5日            | 最新研究で明らかになった花粉症の新常識！ さらに花粉症だけじゃない！春先に危険なアレルギー                                                                                          | 若槻千夏、山崎弘也（アンタッチャブル）                                           | 大久保公裕、大谷義夫、浅野まみこ                                                 | |          |
| 10                | 2月12日           | 今日から間違った食生活を見直そう！2020年 食の新常識 - 病気＆老化を引き起こす 恐怖の物質 - 免疫力アップ！医学界が再注目する食材 - 腸内環境を整える 発酵食品                         | 雛形あきこ、小宮浩信（三四郎）                                                   | 小倉ヒラク、伊藤明子、大久保愛、山岸昌一                                         | 1月8日に放送予定だった回を改めて放送。 |          |
| 11                | 2月19日           | 皇室SP | 坂下千里子、吉村崇（平成ノブシコブシ）                                           | 山下晋司、つげのり子、近重幸哉                                                   | |          |
| 12                | 2月26日           | 優しい保険SP - 今からやれる！保険の見直し - ついやりがちな保険トラブル - 天災に備える保険                                                                                          | 北斗晶、サンシャイン池崎 【ビデオゲスト】高木晋哉（ジョイマン）、牧野ステテコ    | 虫鹿恭正、山岸久朗、森井じゅん                                                   | |          |
| 13                | 3月4日            | 最新詐欺SP - そこまでやる？新たな振り込め詐欺 - 中高年ロマンス詐欺 - 最新お買いもの詐欺                                                                                            | 小倉優子、田中卓志（アンガールズ）                                               | 多田文明、山岸久朗、佐々木成三                                                   | |          |
| 14                | 3月11日           | ポイントカードの使い方SP - 効率よくポイントを稼ぐコツ - 得するカード選び - 取りこぼしてるポイント回收術                                                                            | 北斗晶、柴田英嗣（アンタッチャブル）                                             | 菊地崇仁、岡田祐子、かじがや卓哉                                                 | |          |
| 15                | 3月25日           | お金にまつわる情報まるっとおとどけSP | 年金（#1）・終活（#4）・お金の疑問大解決（#8）・特殊詐欺（#6）の再編集版を放送。 | 年金（#1）・終活（#4）・お金の疑問大解決（#8）・特殊詐欺（#6）の再編集版を放送。 | [ 注 1 ] |          |
| 16                | 4月1日            | 今どきの街のトラブル解決SP - 騒音トラブル - 境界トラブル - ゴミトラブル - モンスター隣人 - SNSトラブル                                                                             | 北斗晶、サンシャイン池崎                                                         | 山岸久朗、三上洋、佐々木成三                                                     | |          |
| 17                | 4月15日           | 老後にお金を蓄える方法教えますSP - 公共料金を安くする方法 - 携帯電話料金を安くする方法 - ネットショッピングでお得に買い物をする方法                                                | 若槻千夏、吉村崇                                                                 | 虫鹿恭正、和田由貴、山崎元                                                       | |          |
| 18                | 4月22日           | ソクラテス軍団が緊急提言！ 「コロナ破綻」を避ける方法 徹底解説SP - 今だから貯めてすぐ使え！ 「ポイント」活用術 - 自宅でできる「保険」の見直し術 - もう広まっている！最新コロナ詐欺 | #12、#13、#14の総集編。                                                          | #12、#13、#14の総集編。                                                          | [ 注 3 ] |          |
| 19                | 4月29日           | 外出自粛の今だから使いたい！得するデリバリー活用術教えますSP - 今こそ食べたい最新フードデリバリー - 超得するデリバリーサイト＆クーポン - 滝沢カレンのオススメデリバリー            | 【ビデオゲスト】フォーリンデブはっしー                                           | 牧泰嗣（出前コンサルタント）                                                     | [ 注 4 ] | [ 注 4 ] |
| 20                | 5月20日           | 在宅ライフを充実させる方法教えますSP - 超人気店の今だけ!?テイクアウト - 全国各地の人気お取り寄せ - 自宅で簡単にお金稼ぎ!?                                                          | フォーリンデブはっしー、トム・ブラウン                                           | 里井真由美（フードジャーナリスト）、宇田川まなみ（メルカリ師匠）                 | [ 注 4 ] |          |
| 21                | 5月27日           | 自炊が超楽しくなる！ 最強コンビニアレンジグルメ決定戦！ - 一条もんこが教えるカレー絶品アレンジ - 家庭料理をコンビニ商品で高級店の味に - 滝沢カレンの超簡単アレンジグルメ           | 柴田英嗣（アンタッチャブル）                                                     | 一条もんこ                                                                       | |          |

## 出演者
- 滝沢カレン[1]
- おぎやはぎ（小木博明、矢作兼）[1]
- 村尾信尚[1]
- エハラマサヒロ一家（エハラ夫妻と1男3女、放送上の呼称は「エハラ家」）
2020年7月から話題のレシピ・商品をランキング形式で紹介する企画を放送する場合に、テスター役でVTR出演。子どもたちによる大人顔負けの実演・試食・試飲リポートが注目されていた[11]。

## ネット局
| 放送対象地域   | 放送局                  | 系列           | 放送日時            | 放送開始日     | ネット状況 |
| -------------- | ----------------------- | -------------- | ------------------- | -------------- | ---------- |
| 関東広域圏     | テレビ東京（TX）        | テレビ東京系列 | 水曜 22:00 - 22:54  | 2019年10月16日 | 制作局     |
| 北海道         | テレビ北海道（TVh）     | テレビ東京系列 | 水曜 22:00 - 22:54  | 2019年10月16日 | 同時ネット |
| 愛知県         | テレビ愛知（TVA）       | テレビ東京系列 | 水曜 22:00 - 22:54  | 2019年10月16日 | 同時ネット |
| 大阪府         | テレビ大阪（TVO）       | テレビ東京系列 | 水曜 22:00 - 22:54  | 2019年10月16日 | 同時ネット |
| 岡山県・香川県 | テレビせとうち（TSC）   | テレビ東京系列 | 水曜 22:00 - 22:54  | 2019年10月16日 | 同時ネット |
| 福岡県         | TVQ九州放送（TVQ）      | テレビ東京系列 | 水曜 22:00 - 22:54  | 2019年10月16日 | 同時ネット |
| 岐阜県         | 岐阜放送（GBS）         | 独立局         | 水曜 22:00 - 22:54  | 2019年10月16日 | 同時ネット |
| 滋賀県         | びわ湖放送（BBC）       | 独立局         | 水曜 22:00 - 22:54  | 2019年10月16日 | 同時ネット |
| 奈良県         | 奈良テレビ（TVN）       | 独立局         | 水曜 22:00 - 22:54  | 2019年10月16日 | 同時ネット |
| 和歌山県       | テレビ和歌山（WTV）     | 独立局         | 水曜 22:00 - 22:54  | 2019年10月16日 | 同時ネット |
| 青森県         | 青森テレビ（ATV）       | TBS系列        | 月曜 15:55 - 16:50  | 2019年10月28日 | 遅れネット |
| 岩手県         | テレビ岩手（TVI）       | 日本テレビ系列 | 不定期放送          | 2019年12月21日 | 遅れネット |
| 宮城県         | 仙台放送（OX）          | フジテレビ系列 | 土曜 12:54 - 13:49  | 2020年5月2日   | 遅れネット |
| 山形県         | さくらんぼテレビ（SAY） | フジテレビ系列 | 日曜 12:00 - 12:55  | 2020年1月5日   | 遅れネット |
| 新潟県         | 新潟放送（BSN）         | TBS系列        | 日曜 15:00 - 15:54  | 2019年10月27日 | 遅れネット |
| 静岡県         | 静岡放送（SBS）         | TBS系列        | 月曜 23:56 - 翌0:55 | 2020年3月30日  | 遅れネット |
| 石川県         | 北陸朝日放送（HAB）     | テレビ朝日系列 | 土曜 13:00 - 14:00  | 2019年11月10日 | 遅れネット |
| 鳥取県・島根県 | 山陰放送（BSS）         | TBS系列        | 不定期放送          | 2019年12月3日  | 遅れネット |
| 広島県         | テレビ新広島（tss）     | フジテレビ系列 | 土曜 12:00 - 13:00  | 2019年11月23日 | 遅れネット |
| 長崎県         | テレビ長崎（KTN）       | フジテレビ系列 | 土曜 10:25 - 11:20  | 2019年11月9日  | 遅れネット |
| 鹿児島県       | 鹿児島放送（KKB）       | テレビ朝日系列 | 日曜 10:55 - 11:50  | 2019年11月10日 | 遅れネット |
| 沖縄県         | 沖縄テレビ（OTV）       | フジテレビ系列 | 水曜 15:50 - 16:50  | 2019年11月6日  | 遅れネット |

## スタッフ

### レギュラー版
- ナレーション：平野義和
- 構成：田中到、大井洋一、八代丈寛、大西右人、林田晋一、上田源嗣（田中・大井・大西・上田→パイロット版第1回-）
- VE：江口佑、東城達彦、宮前裕輝、小嶋道嗣【週替り】
- 音声：松尾和広、橋本直樹、羽生真【週替り】
- EED：門馬卓哉
- MA：土屋翼
- 美術デザイン：金森明日香（パイロット版第1回-）
- 美術進行：仙田拓也
- 音響効果：遠藤治朗（パイロット版第1回-）
- メイク：山田かつら（パイロット版第1回-）
- 技術協力：Candee、RAFT（パイロット版第1回-）、ジーリンクスタジオ
- 美術協力：テレビ東京アート（パイロット版第1回-）【毎週】、ジバ総合美術工房【不定期】
- 宣伝：下舞由理香
- デスク：渡邉京子（パイロット版第1回-）
- AD：小山雄基、川戸涼平、大浦瑠偉、冨田祐子、内田有咲、貝塚隼生、岡田直美、林十愛光、高田ひかり、瀧岡春香【週替り】、松丸暖【毎週】
- AP：碓井里江子（全力カンパニー、パイロット版第1,2回ではAD）
- ディレクター：清水悠貴、小澤昌史、江連頼久（全力カンパニー）、三井知人、山下達也、蔡理皓、井上融、乙坂友一、原慎吾、堂田啓祐【週替り】、加藤正悟【毎週】（江連・小澤・加藤(正)→パイロット版第1回-）
- 演出：前川コーファン・山口貴由（全力カンパニー、前川→パイロット版第1回-）、亀山剛志（Kimika）、吉川翔（Q.inc）、三宅佑治
- 総合演出：岩下裕一郎
- プロデューサー：佐久間宣行、溝田和史、碓氷容子（全力カンパニー）、寺元由嘉（Q.inc）【毎週】、香川かおり（Kimika、以前は毎週）【不定期】（佐久間・碓氷→パイロット版第1回-）
- 制作協力：全力カンパニー（パイロット版第1回-）、Q.inc、株式会社Kimika
- 製作著作：テレビ東京

### 過去のスタッフ
- 構成：村城大輔
- TD：高村和隆、滝瀬勝彦（滝瀬→レギュラー版から）
- CAM：高見澤美栄子
- 音声：松岡努、林栄良、中山藍、添田真光
- 技術協力：テクノマックス（パイロット版第1回-）
- 宣伝：結城慶（結城→パイロット版第2回-レギュラー版途中まで）、小山佑介（小山→レギュラー版途中まで）
- AD：橋元絹希、黒澤海、田中杏奈、古田島裕太、小沢美咲、小野島佑、伊藤優紀、村山晴哉、小柴早紀、片桐絵里
- AP：相馬怜子、笹崎明奈
- ディレクター：滝田靖明、三浦謙太郎、石丸達也、悉知卓矢、久延雅一、下村健郎、高橋修二、上松貴也、加藤貴大、牛窪真二
- 演出：豊嶋隆ー、市村智哉（市村→→レギュラー版途中まで）
- プロデューサー：渡邊修一郎（LOGIC）、新井孝輔（PLATPORM.lNC.）
- 制作協力：PLATPORM.lNC.、LOGIC

### パイロット版
- TD：丸山真平（第1,2回）
- CAM：吉田健吾（第1回）、伊井隼人（第2回）
- VE：佐藤誠二（第1回）、長沼伸明（第2回）
- MIX：佐藤達也（第1,2回）
- LD：曽我秀樹（第1,2回）
- LO：庄司鉄平（第1回）、新井香澄（第2回）
- EED：荘野佑介（第1,2回）
- MA：高橋友樹（第1,2回）、本田宏文（第2回）
- ロケカメラ：五十嵐陽（第1,2回）
- ロケ音声：瀬戸秀文（第2回）
- 大道具：増山達也（第1,2回）
- 小道具：山下正美（第1,2回）
- アクリル装飾：是安弘樹（第1,2回）
- モニター：サンフォニックス（第1,2回）
- 技術協力：スウィッシュ・ジャパン（第1,2回）、ネクストライ（第2回）
- 編成：田中英樹（第1,2回）
- 営業：小池由美（第1回）、東山華佳（第2回）
- 宣伝：鈴木紀子（第1回）
- AD：小山陽平（第1回）